# 살무사아과
살무사아과(학명: Crotalinae)는 살무사과에 속하는 아과로, 현재 살무사를 포함하여 총 18속 151종이 알려져 있다.